# Pasar Tiga
Pasar Tiga is een bestuurslaag in het regentschap Labuhan Batu van de provincie Noord-Sumatra, Indonesië. Pasar Tiga telt 2018 inwoners (volkstelling 2010).